# Ludwig von Quadt von Hüchtenbruck
Ludwig Freiherr von Quadt von Hüchtenbruck (* 9. Dezember 1779 in Arnheim; † 8. November 1849 in Düsseldorf) war ein preußischer Generalleutnant und Kommandeur der Festung Mainz.

## Leben

### Herkunft
Ludwig entstammte dem alten ritterbürtigen Adelsgeschlecht Quadt. Seine Eltern waren der holländische Generalmajor Otto Ludwig von Quadt von Hüchtenbruck (1739–1793) und dessen Ehefrau Charlotte Elisabeth Freiin van Heeckeren van Brandsenburg (* 5. Oktober 1744; † 8. April 1804). Sein Vater hatte noch unter König Friedrich II. im Siebenjährigen Krieg gekämpft und war danach in holländische Dienste gegangen. Sein Bruder Konstantin stieg zum General der Infanterie auf.

### Militärkarriere
Quadt kam im Jahr 1787 als Page zum Erbstatthalter der Niederlande. Am 10. Januar 1794 trat er in holländische Dienste und am 9. Dezember desselben Jahres kam er als Fähnrich mit Lieutenantsrang in die holländische Fußgarde. Im Ersten Koalitionskrieg kämpfte er 1794 gegen Frankreich in den Gefechten bei Dordrecht und Briel. Am 5. Juni 1795 ging er mit einem holländischen Emigrantenkorps in englische Dienste. Am 10. Oktober 1798 wechselte er in preußische Dienste und wurde als Sekondeleutnant im Infanterieregiment „von Schladen“ angestellt. Im Jahr 1805 wurde er als Adjutant in das Grenadierbataillon „von Brostel“ versetzt, das sich aus den Grenadierkompanien der Regimenter „von Wedell“ und „von Lettow“ zusammensetzte. Während des Vierten Koalitionskrieges kämpfte Quadt in der Schlacht bei Jena. Im Gefecht bei Lübeck geriet er in Gefangenschaft und wurde dann inaktiv gestellt.
Am 5. Februar 1810 kam Quadt als Premierleutnant zur Infanterie, am 18. März 1810 kam er dann zum 2. Westpreußischen Infanterie-Regiment. Mit diesem Regiment nahm er 1812 an der Seite Frankreichs am Feldzug gegen Russland teil und kämpfte bei Olau, Eckau, Ruhenthal, Friedrichstadt und Garossenkrug. Für den Feldzug erhielt er am 18. Oktober 1812 den Orden Pour le Mérite.
Am 15. Februar 1813 wurde Quadt zum Stabskapitän befördert, kam am 27. März 1813 in die Adjutantur und fungierte als Adjutant des jüngsten Sohnes des Prinzen von Oranien. Bereits am 17. August 1813 wurde er als Kompaniechef in das 2. Garde-Regiment zu Fuß versetzt und am 5. Dezember 1813 zum Major befördert. Während der Befreiungskriege kämpfte Quadt bei Großgörschen, Bautzen, Dresden, Kulm, Liebertwolkwitz, Laon, Ligny und Belle Alliance. Ferner nahm er an der Einnahme von Soissons, der Blockade von Laon sowie den Gefechten bei Antwerpen, Soissons, Gilly und Meudan teil. Am 3. April 1813 wurde er zum Bataillonskommandeur im 3. Ostpreußischen Infanterie-Regiment ernannt und am 4. Oktober 1814 in das Grenadier-Regiment Kaiser Alexander versetzt. Am 31. März 1815 kam er als Kommandeur in das 28. Infanterie-Regiment.
Nach dem Krieg wurde er am 30. März 1817 mit Patent vom 23. April 1817 zum Oberstleutnant sowie am 30. März 1824 mit Patent vom 6. April 1824 zum Oberst befördert. Daran schloss sich vom 30. März 1832 bis zum 29. März 1833 eine Verwendung als Kommandeur des 4. Infanterie-Regiments an. Anschließend wurde Quadt zum Kommandeur der 13. Infanterie-Brigade ernannt und in dieser Eigenschaft am 31. März 1835 zum Generalmajor befördert. Am 4. November 1837 folgte seine Ernennung zum Inspekteur der Bundesfestungen und Quadt kam selber am 8. Oktober 1839 als Kommandeur in die Festung Mainz. Dazu erhielt er ab dem 2. November 1839 eine Zulage von 1800 Talern. Am 20. Oktober 1842 wurde er mit dem Kommandeurskreuz des Ordens vom Niederländischen Löwen ausgezeichnet und am 22. März 1843 zum Generalleutnant befördert. Zur Feier seines 50-jährigen Dienstjubiläums erhielt Quadt am 10. Januar 1844 den Roten Adlerorden I. Klasse mit Eichenlaub. Am 3. Oktober 1844 erhielt er seinen Abschied mit einer Pension von 4000 Talern. Er starb am 8. November 1849 in Düsseldorf.
In seiner Beurteilung aus dem Jahr 1815 schreibt der General von Pirch II.: „Vereinigt alle Eigenschaften zum Kommandeur eines Regiments. Seine unermüdete Tätigkeit, seine Kenntnisse wirken vorteilhaft auf das Regiment. Der Major von Quadt gehört unstreitig zu den Stabsoffizieren, die sich zu höheren Stellen eignen und selbigen mit Auszeichnungen vorstehen können.“

### Familie
Quadt heiratete am 21. März 1822 in Bendorf Jenny Eugenie von Trebra (* 28. Januar 1803; † 25. Oktober 1876). Das Paar hatte mehrere Kinder:
- Otto Ernst Eduard Karl Ludwig Konstantin Friedrich Emil (* 26. Mai 1823; † 1845)[3]
- Eugenie Ernestine Julie Konstanze Karoline Alexandrine (* 23. Juni 1824) ⚭ 1847 Karl von Bodelschwingh-Plettenberg (1821–1907)
- Louis Eduard Ernst (* 3. Dezember 1825; † 17. Dezember 1871) ⚭ 1861 Clara von Schlegel (* 11. Januar 1842; † 11. März 1874), Tochter des Generals Eduard Adolf Heinrich von Schlegel
- Adelheid Wilhelmine (* 20. Mai 1829), Hofdame der Prinzessin Friedrich von Preußen
- Julie Konstanze Klara (* 2. Februar 1833)
- Konstantin Albrecht August (* 6. Januar 1841; † 6. Oktober 1915) ⚭ 1872 Clementine Freiin von Innhausen und Knyphausen (* 20. August 1852; † 17. Dezember 1915)